# عادل ريان

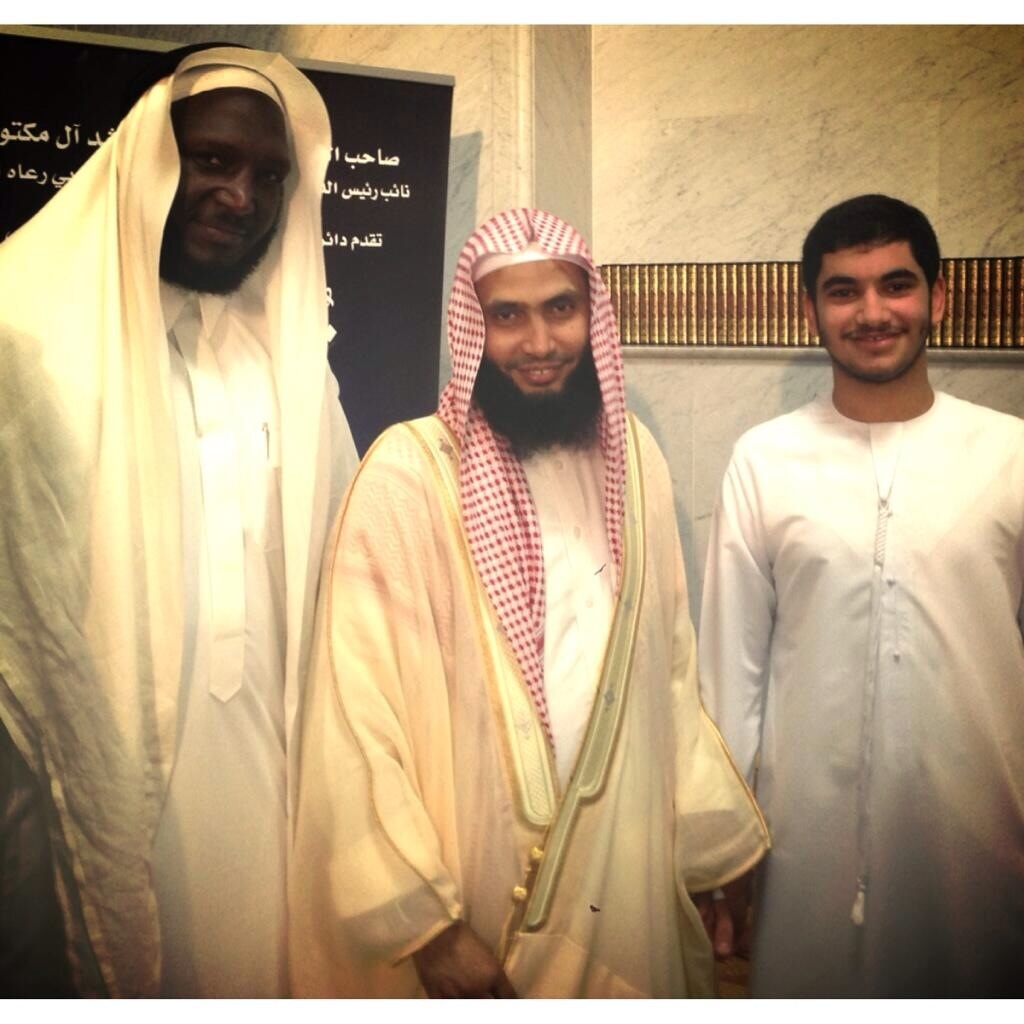
الشيخ عادل ريان

عادل بن عبد الله ريان من قارئي القرآن الكريم ومن أئمة المساجد في المملكة العربية السعودية , يعمل إماما لجامع أم الخير بجدة.
الشيخ حالياً إمام لجامع أم الخير بجدة

## وصلات خارجية
- مصحف الشيخ عادل ريان في موقع السبيل
- مصحف الشيخ عادل ريان في موقع أم بي ثري قران
- مصحف الشيخ عادل ريان في موقع قراني
- صفحة الشيخ عادل ريان على تي في قرآن